# Businessman (phim)
Businessman, hay The Businessman là một bộ phim điện ảnh tiếng Telugu hình sự của Ấn Độ 2012 do Puri Jagannadh đồng đạo diễn và viết kịch bản. Dựa trên một khái niệm của Ram Gopal Varma và sản xuất bởi R. R. Venkat dưới cái tên R. R. Movie Makers, phim có sự tham gia của Mahesh Babu và Kajal Aggarwal đóng vai chính, trong khi Nassar, Prakash Raj, Sayaji Shinde, Raza Murad và Brahmaji đảm nhận các vai phụ.
Mahesh đóng Vijay Surya, một kẻ tàn nhẫn đến Mumbai từ Nam Ấn Độ với tham vọng trở thành một mafia don. Surya đến ngay khi cảnh sát Mumbai tuyên bố kết thúc "Mafia Raj" và anh khởi đầu cuộc hành trình bằng việc giúp đỡ một chính khách địa phương và bắt cóc con gái của Ủy viên thành phố, chỉ vì yêu cô. Cuối cùng anh trở thành nhà lãnh đạo mafia quyền lực nhất Mumbai và tiêu diệt chính trị gia Jai Dev nhằm trừng phạt vì đã lừa dối và sát hại bố mẹ anh.
S. Thaman soạn nhạc cho phim và Shyam K. Naidu đảm nhiệm vai trò quay phim. Phim được sản xuất với kinh phí ₹400 triệu và chính thức công chiếu ngày 15 tháng 8 năm 2011 tại Hyderabad. Quá trình quay phim chính bắt đầu ngày 2 tháng 9 năm 2011 và quay tại các địa điểm Hyderabad, Mumbai và Goa. Một vài cảnh quay bài hát được quay tại Bangkok. Quá trình quay kết thúc ngày 10 tháng 12 năm 2011 sau 74 ngày, một trong những khoảng thời gian ngắn nhất mà một bộ phim Telugu từng quay.
Công chiếu vào dịp Sankranti ngày 13 tháng 1 năm 2012, phim nhận đánh giá trái chiều từ giới phê bình, nhưng rất thành công về mặt thương mại. Phim thu về hơn 550 triệu và 448 triệu từ quyền chia sẻ phân phối, sau đó trở thành một trong những phim Telugu có doanh thu cao nhất 2012. Phim được đặt cùng tiêu đề theo tiếng Tamil và tiếng Malayalam trong cùng năm và được làm lại theo bản tiếng Bengal mang tên Boss: Born to Rule năm 2013.

## Diễn viên
Vai chính
- Mahesh Babu vai Vijay Surya[3]
- Kajal Aggarwal vai Chitra Bhardwaj[4]
- Prakash Raj vai Jaidev Ghanapuleti[5]
- Nassar vai Ajay Bhardwaj[6]
- Sayaji Shinde vai Laalu[7]
- Raza Murad vai Guru Govind Patel[8]

Vai phụ
- Dharmavarapu Subramanyam vai thư ký của Laalu[9]
- Subbaraju vai trợ lý của Jai Dev[10]
- Bharath Reddy vai Thanh tra Bharath[11]
- Ayesha Shiva vai Ayesha, bạn của Chitra[12]
- Rajeev Mehta vai Arun Ghokle[13]
- Brahmaji vai bạn Surya[14]
- Mahesh Balraj vai Naseer[15]
- Sanjay Swaroop vai bố Surya[16]
- Aakashvais Surya nhỏ[17]
- Bandla Ganesh vai Puliraju[18]
- Shweta Bhardwaj in the Item number "We Want Bad Boys"[19]
- Puri Jagannadh vai Tài xế taxi (vai khách mời)[20]